# ISO 3166-2:PT

Die Liste der ISO-3166-2-Codes für  Portugal enthält die Codes für die 18 Distrikte und 2 autonomen Regionen (Azoren und Madeira).

Die Codes bestehen aus zwei Teilen, die durch einen Bindestrich voneinander getrennt sind. Der erste Teil gibt den Landescode gemäß ISO 3166-1 (für  Portugal PT), der zweite den Code für den Distrikt oder die autonome Region wieder.
Die aktuellen Codes stehen auf der Seite der ISO unter #iso:code:3166:PT zur Verfügung.

| Distrikt oder autonome Region | Code  |
| ----------------------------- | ----- |
| Aveiro                        | PT-01 |
| Azoren (Ilhas dos Açores)     | PT-20 |
| Beja                          | PT-02 |
| Braga                         | PT-03 |
| Bragança                      | PT-04 |
| Castelo Branco                | PT-05 |
| Coimbra                       | PT-06 |
| Évora                         | PT-07 |
| Faro                          | PT-08 |
| Guarda                        | PT-09 |
| Leiria                        | PT-10 |
| Lissabon (Lisboa)             | PT-11 |
| Madeira                       | PT-30 |
| Portalegre                    | PT-12 |
| Porto                         | PT-13 |
| Santarém                      | PT-14 |
| Setúbal                       | PT-15 |
| Viana do Castelo              | PT-16 |
| Vila Real                     | PT-17 |
| Viseu                         | PT-18 |